# Primera temporada de Soy Luna
La primera temporada de la serie dramática musical Soy Luna se estrenó en Disney Channel Latinoamérica el 14 de marzo de 2016 y concluyó el 26 de agosto de 2016. La temporada constó de 80 episodios, divididos en dos partes de 40 episodios cada una. El programa se emitió de lunes a viernes a las 18:00 (hora argentina).
Está protagonizada por Karol Sevilla como Luna Valente, una adolescente con gran talento en la música y en el patinaje que quiere convertirse en una estrella mundial, con Matteo (Ruggero Pasquarelli), Ámbar (Valentina Zenere) y Simón (Michael Ronda) como personajes principales.
La temporada registró un total de 2,3 millones de espectadores y en su último episodio de la temporada un total de 5,3 millones de espectadores,  convirtiéndose en el programa más visto de Disney Channel.
La primera temporada de la serie estuvo disponible en Netflix el 1 de marzo de 2017. Sin embargo, el 1 de enero de 2020, la temporada fue relanzada en Disney+, siendo eliminada por completo de Netflix el 1 de mayo de 2020.

## Resumen de la trama
Luna Valente es feliz por la vida por encima de sus patines. Como cualquier chica de su edad, vive con su familia, va a la escuela y tiene su grupo de amigos. Además, tiene un trabajo como distribuidora en un restaurante de comida rápida. Luna pasa la mayor parte de su tiempo patinando junto al mar y escuchando las canciones compuestas por su mejor amigo, Simón Álvarez en Cancún, México. Su vida da un giro inesperado cuando sus padres reciben una propuesta imposible de rechazar: de la noche a la mañana, la familia Valente debe dejar su amado hogar y mudarse a Argentina. Luna debe adaptarse a una nueva vida, nuevos amigos y una nueva escuela, donde encuentra un mundo de lujo y élite con el que poco tiene que ver. Luna se refugia en sus patines y, gracias a ellos, descubre al Jam and Roller, una pista de patinaje que le ofrece un nuevo universo sobre ruedas.

## Elenco

### Protagonizada por:
- Karol Sevilla como Luna Valente
- Ruggero Pasquarelli como Matteo Balsano
- Valentina Zenere como Ámbar Smith
- Michael Ronda como Simón Álvarez
- Malena Ratner como Delfina "Delfi" Alzamendi
- Agustín Bernasconi como Gastón Perida
- Katja Martínez como Jazmín Carbajal
- Ana Jara Martínez como Jimena "Jim" Medina
- Jorge López como Ramiro Ponce
- Chiara Parravicini como Yamila "Yam" Sánchez
- Gastón Vietto como Pedro Arias
- Lionel Ferro como Nicolás "Nico" Navarro
- Carolina Kopelioff como Nina Simonetti

### Además del reparto:
- Luz Cipriota como Tamara Ríos
- Lucila Gandolfo como Sharon Benson
- Rodrigo Pedreira como Reinaldo "Rey" Gutiérrez
- David Muri como Miguel Valente
- Ana Carolina Valsagna como Mónica Valente
- Diego Sassi Alcalá como Tino
- Germán Tripel como Cato
- Antonella Querzoli como Amanda
- Paula Kohan como Mora Barza
- Ezequiel Rodríguez como Ricardo Simonetti
- Carolina Ibarra como Ana Castro

### Recurrentes
- Sol Moreno como Daniela
- Tomás de las Heras como Mariano
- Thelma Fardin como Flor
- Gabriel Calamari como Xavi
- Samuel Do Nascimento como Santi Owen

### Estrellas invitadas especiales
- Santiago Stieben como Arcade
- Sebastián Villalobos como él mismo
- Dani Martins como él mismo
- Sofia Carson como ella misma
- Mirta Wons como Olga
- Leo Trento como Willy Star

## Episodios
| N.º en serie | N.º en temp. | Título                                                   | Fecha de emisión original |
| --- | ------------ | -------------------------------------------------------- | ------------------------- |
| 1 | 1            | «Un sueño, sobre ruedas»                                 | 14 de marzo de 2016       |
| Luna y sus padre viven en Cancún, donde reciben a la nueva dueña Sharon Benson, la cual decide contratar a la madre de Luna para la cocina en su mansión en Argentina, los padres se niegan pero finalmente son despedidos y obligados a mudarse a Buenos Aires. |              |                                                          |                           |
| 2 | 2            | «Una nueva historia, sobre ruedas»                       | 15 de marzo de 2016       |
| Luna y sus padres ahora viven en la mansión de su empleador en Buenos Aires, Luna se postula para ser asistente en la pista de patinaje local, pero no pasa la prueba de patinaje porque Ámbar y sus amigas manipularon sus patines. |              |                                                          |                           |
| 3 | 3            | «Nuevas aventuras, sobre ruedas»                         | 16 de marzo de 2016       |
| A pesar del sabotaje de Ámbar y sus amigas por la prueba de patín de Luna, está misma consigue el trabajo en la pista pero sus padres que se dan cuenta y se preocupan por que pueda descuidar sus estudios en el Blake South College. A su vez, Luna, después de no poderse comunicar con Tamara por no poder asistir al Jam and Roller hace una llamada desde la mansión, dónde es descubierta por Sharon y recibe una llamada inesperada dónde preguntan por Sol Benson. |              |                                                          |                           |
| 4 | 4            | «Un secreto, sobre ruedas»                               | 17 de marzo de 2016       |
| Tras la llamada donde cuestionan por Sol Benson, Rey intenta averiguar quien llamo a la señora Sharon, mientras que Ámbar es confrontada por Matteo quien sospecha que fue ella quien manipuló los patines de Luna al escuchar a Jazmín y Delfina hablar del tema. A su vez, Tino y Cato dejan un anónimo en las puertas de la mansión, el cual es hayado por Luna, quien su madre le permitió asistir al Roller, recuperando su trabajo, dónde Jim y Yam se preparan para el Open Music y Nico y Pedro buscan guitarrista; al igual, Simón es despedido de Foodger Wheels, tomando un viaje al aeropuerto de Cancún con la idea de mudarse a Argentina.                                                                                                 |              |                                                          |                           |
| 5 | 5            | «Un amor, sobre ruedas»                                  | 18 de marzo de 2016       |
| Ámbar, Delfina y Jazmín cuestionan a Nina sobre si estuvo en el lugar dónde haya escuchado que le ajustaron la rueda del patín a Luna, sin embargo, Nina no está segura de lo que escuchó y buscará formas de saber la verdad; mientras que recién llegado a Buenos Aires para sorprender a Luna, Simón se convierte el miembro de la banda junto a Nico y Pedro que se presentan de último momento en el Open al igual que Ramiro, Jim y Yam, pero Ámbar se presenta para competir con Luna que se presentó con la banda. |              |                                                          |                           |
| 6 | 6            | «Una oportunidad, sobre ruedas»                          | 21 de marzo de 2016       |
| Recién llegado a Buenos Aires para sorprender a Luna, Simón busca un lugar donde quedarse, dónde Luna le da refugio en el depósito de la mansión a escondidas. Mientras tanto, Nina entrevista a Jazmin y Delfina, para tratar de averiguar quien fue el culpable del accidente de Luna; mientras que Ramiro, Ámbar y Matteo se preparan para la competencia entre pistas, este primero buscando pareja. En la mansión, Rey aún intenta averiguar quién hizo la llamada y Tino y Cato sobre Sharon Benson. |              |                                                          |                           |
| 7 | 7            | «Una verdad al descubierto, sobre ruedas»                | 22 de marzo de 2016       |
| Simón, aún a escondidas en la mansión, es casi descubierto por diferentes miembros de la mansión, entre ellos Miguel, el cual lo deja encerrado con llave a en el depósito por error, llegando tarde al ensayo con la banda; mientras que Tino y Cato se hacen pasar por servicio de cable para entrar a la mansión, los cuáles terminan siendo encerrados por Rey. A su vez, Jim y Yam se enojan por Jim ser la pareja de Nico en la competencia; Nina es despedida como notera del Fab and Chic y Ámbar, Delfi y Jazmín tratan de confrontarla, dónde mencionan que ajustaron la rueda del patín de Luna, está última escuchando su conversación. |              |                                                          |                           |
| 8 | 8            | «Una decisión, sobre ruedas»                             | 23 de marzo de 2016       |
| Luna, al enterarse de que Ámbar, Delfi y Jazmín ajustaron las ruedas de su patín decide en contarle a Tamara, donde tras un primer intento opta por inscribirse en el competencia, pero le hará falta una pareja, le propone a Simón quien no le confirma y buscará otras pareja, mientras tanto, Delfi se inscribe a la competencia con Gastón sin consultarlo, Jim y Yam junto a Nico y Ramiro discuten sobre la canción que usarán para competencia y de que los unos copian a los otros. A su vez, Tino y Cato logran escapar de la mansión, pero en su intento de huir de la ciudad son nuevamente encontrados por Rey en la asiló, finalmente en la pista y Luna trabajando, alguien más se inscribe a la competencia, siendo este Simón con Luna. |              |                                                          |                           |
| 9 | 9            | «Un descubrimiento, sobre ruedas»                        | 24 de marzo de 2016       |
| 10 | 10           | «Un rival, sobre ruedas»                                 | 25 de marzo de 2016       |
| 11 | 11           | «Una aventura, sobre ruedas»                             | 28 de marzo de 2016       |
| 12 | 12           | «Un misterio, sobre ruedas»                              | 29 de marzo de 2016       |
| 13 | 13           | «Un celoso, sobre ruedas»                                | 30 de marzo de 2016       |
| 14 | 14           | «Un “casi” beso, sobre ruedas»                           | 31 de marzo de 2016       |
| 15 | 15           | «Una duda, sobre ruedas»                                 | 1 de abril de 2016        |
| 16 | 16           | «Una mala nota, sobre ruedas»                            | 4 de abril de 2016        |
| 17 | 17           | «Un intercambio de pruebas, sobre ruedas»                | 5 de abril de 2016        |
| 18 | 18           | «Una canción con Matteo, sobre ruedas»                   | 6 de abril de 2016        |
| 19 | 19           | «Un casi beso con... ¿Simón?, sobre ruedas»              | 7 de abril de 2016        |
| 20 | 20           | «Un descubrimiento de Luna, sobre ruedas»                | 8 de abril de 2016        |
| 21 | 21           | «Una medallita, un secreto, sobre ruedas»                | 11 de abril de 2016       |
| 22 | 22           | «Un amor no correspondido, sobre ruedas»                 | 12 de abril de 2016       |
| 23 | 23           | «Un amor por RollerTrack, sobre ruedas»                  | 13 de abril de 2016       |
| 24 | 24           | «Una decisión, ¿La competencia o Simón?, sobre ruedas»   | 14 de abril de 2016       |
| 25 | 25           | «Una FelicityForNow mentirosa, sobre ruedas»             | 15 de abril de 2016       |
| 26 | 26           | «Canciones y confusiones en el Open Music, sobre ruedas» | 18 de abril de 2016       |
| 27 | 27           | «Un nuevo hogar para Simón, sobre ruedas»                | 19 de abril de 2016       |
| 28 | 28           | «¿No se dio cuenta de que te amo?, sobre ruedas»         | 20 de abril de 2016       |
| 29 | 29           | «Una confusión de sentimientos, sobre ruedas»            | 21 de abril de 2016       |
| 30 | 30           | «Segunda fase de la competencia, sobre ruedas»           | 22 de abril de 2016       |
| 31 | 31           | «Y la competencia continúa..., sobre ruedas»             | 25 de abril de 2016       |
| 32 | 32           | «Un celoso por Romeo y Julieta, sobre ruedas»            | 26 de abril de 2016       |
| 33 | 33           | «Una documentación perdida, sobre ruedas»                | 27 de abril de 2016       |
| 34 | 34           | «Un viaje, sobre ruedas»                                 | 28 de abril de 2016       |
| 35 | 35           | «¡La pista de mi sueño con Matteo!, sobre ruedas»        | 29 de abril de 2016       |
| 36 | 36           | «Una confusión de parejas, sobre ruedas»                 | 2 de mayo de 2016         |
| 37 | 37           | «El final de una relación, sobre ruedas»                 | 3 de mayo de 2016         |
| 38 | 38           | «¿Qué sientes por mi?, sobre ruedas»                     | 4 de mayo de 2016         |
| 39 | 39           | «Un doble cambio en la final, sobre ruedas»              | 5 de mayo de 2016         |
| 40 | 40           | «Un beso, sobre ruedas»                                  | 6 de mayo de 2016         |
| 41 | 41           | «Sentimientos, sobre ruedas»                             | 4 de julio de 2016        |
| 42 | 42           | «Una decisión muy apresurada, sobre ruedas»              | 5 de julio de 2016        |
| 43 | 43           | «Un secreto que guardar, sobre ruedas»                   | 6 de julio de 2016        |
| 44 | 44           | «Una sorpresa, sobre ruedas»                             | 7 de julio de 2016        |
| 45 | 45           | «Un Open Music random, sobre ruedas»                     | 8 de julio de 2016        |
| 46 | 46           | «¿Un amor o una amistad?, sobre ruedas»                  | 11 de julio de 2016       |
| 47 | 47           | «Un malentendido, sobre ruedas»                          | 12 de julio de 2016       |
| 48 | 48           | «Un despido, sobre ruedas»                               | 13 de julio de 2016       |
| 49 | 49           | «Celos por Simón, sobre ruedas»                          | 14 de julio de 2016       |
| 50 | 50           | «Un encuentro, sobre ruedas»                             | 15 de julio de 2016       |
| 51 | 51           | «¡Se besaban!, sobre ruedas»                             | 18 de julio de 2016       |
| 52 | 52           | «Nuevos amores, sobre ruedas»                            | 19 de julio de 2016       |
| 53 | 53           | «Un pendrive perdido, sobre ruedas»                      | 20 de julio de 2016       |
| 54 | 54           | «Un plan, sobre ruedas»                                  | 21 de julio de 2016       |
| 55 | 55           | «Lo que siento, sobre ruedas»                            | 22 de julio de 2016       |
| 56 | 56           | «¿Matteo o Simón?, sobre ruedas»                         | 25 de julio de 2016       |
| 57 | 57           | «Una verdad casí revelada, sobre ruedas»                 | 26 de julio de 2016       |
| 58 | 58           | «Una mentira, sobre ruedas»                              | 27 de julio de 2016       |
| 59 | 59           | «Un “juego” de amor, sobre ruedas»                       | 28 de julio de 2016       |
| 60 | 60           | «Confusión en la competencia, sobre ruedas»              | 29 de julio de 2016       |
| 61 | 61           | «Un nuevo amor, sobre ruedas»                            | 1 de agosto de 2016       |
| 62 | 62           | «Novios, sobre ruedas»                                   | 2 de agosto de 2016       |
| 63 | 63           | «Confusiones en la mansión, sobre ruedas»                | 3 de agosto de 2016       |
| 64 | 64           | «¿Quién es FelicityForNow?, sobre ruedas»                | 4 de agosto de 2016       |
| 65 | 65           | «Open Music: chicos vs chicas, sobre ruedas»             | 5 de agosto de 2016       |
| 66 | 66           | «Una propuesta, sobre ruedas»                            | 8 de agosto de 2016       |
| 67 | 67           | «¿Qué siento por Matteo?, sobre ruedas»                  | 9 de agosto de 2016       |
| 68 | 68           | «Una nueva formación el equipo, sobre ruedas»            | 10 de agosto de 2016      |
| 69 | 69           | «¿Un novio o un amigo?, sobre ruedas»                    | 11 de agosto de 2016      |
| 70 | 70           | «¿Surge el amor?, sobre ruedas»                          | 12 de agosto de 2016      |
| 71 | 71           | «Una visita especial, sobre ruedas»                      | 15 de agosto de 2016      |
| 72 | 72           | «Un trabajo perdido, sobre ruedas»                       | 16 de agosto de 2016      |
| 73 | 73           | «Una fiesta de cumpleaños, sobre ruedas»                 | 17 de agosto de 2016      |
| 74 | 74           | «Miedo de enamorarse, sobre ruedas»                      | 18 de agosto de 2016      |
| 75 | 75           | «Un Open Music de revelaciones, sobre ruedas»            | 19 de agosto de 2016      |
| 76 | 76           | «Yo soy FelicityForNow, sobre ruedas»                    | 22 de agosto de 2016      |
| 77 | 77           | «Una verdad que puede cambiarlo todo, sobre ruedas»      | 23 de agosto de 2016      |
| 78 | 78           | «Una decisión amorosa, sobre ruedas»                     | 24 de agosto de 2016      |
| 79 | 79           | «El final de la InterContinenal, sobre ruedas: parte 1»  | 25 de agosto de 2016      |
| 80 | 80           | «El final de la InterContinenal, sobre ruedas: parte 2»  | 26 de agosto de 2016      |

## Discografía

### Álbumes

#### Soy Luna
| Edición estándar | |                                                              |          |  |
| N.º              | Título | Escritor(es)                                                 | Duración |  |
| 1.               | «Alas» (Karol Sevilla Ruggero Michael Ronda Valentina Zenere Ana Jara Martínez Jorge López)                                          | Eduardo Emilio Frigerio Federico San Millán Florencia Ciarlo | 3:18     |  |
| 2.               | «Valiente» (Michael Ronda) | Federico Vilas Mauro Franceschini Jesús Martín Losa          | 3:10     |  |
| 3.               | «Eres» (Karol Sevilla & Michael Ronda)                                                                                               | Sebastián Mellino Pablo Correa Alejandro Vergara             | 2:29     |  |
| 4.               | «Prófugos» (Valentina Zenere & Ruggero Pasquarelli Karol Sevilla Michael Ronda Sol Moreno Candelaria Molfese Agustín Bernarcosni)    | Gustavo Cerati Alberto Ficicchia                             | 3:59     |  |
| 5.               | «Un destino» (Michael Ronda, Lionel Ferro & Gastón Vietto Ruggero Thelma faldín Sol Moreno)                                          | Frigerio Millán Ciarlo                                       | 4:01     |  |
| 6.               | «Sobre ruedas» (Karol Sevilla Valentina Zenere Carolina Kopelioff Katja Martínez Ana Jara Martínez Chiara Parravicini Malena Ratner) | Vilas Franceschini                                           | 2:24     |  |
| 7.               | «Corazón» (Malena Ratner & Agustín Bernasconi Germán Tripel Carolina Kopelioff)                                                      | Jorge Serrano                                                | 3:10     |  |
| 8.               | «Mírame a mí» (Valentina Zenere Ruggero)                                                                                             | Mellino Correa Vergara                                       | 2:25     |  |
| 9.               | «I'd Be Crazy» (Ruggero Michael Ronda Agustín Bernasconi Jorge López Lionel Ferro Gastón Vietto SVillalobos Jesús Martin)            | Jordan Mohilowski Dan Ostebo                                 | 3:48     |  |
| 10.              | «Siento» (Ruggero Pasquarelli Jesús Martín)                                                                                          | Vilas Franceschini Ruggero Jesús Martín                      | 4:08     |  |
| 11.              | «Invisibles» (Michael Ronda, Lionel Ferro & Gastón Vietto Ruggero Pasquarelli)                                                       | Frigerio Millán                                              | 3:05     |  |
| 12.              | «Camino» (Agustín Bernasconi Jorge López Chiara Parravicini Ana Jara Martínez Malena Ratner)                                         | Mellino Correa Vergara                                       | 2:49     |  |

| Edición italiana |                                                   |                        |          |  |
| N.º              | Título                                            | Escritor(es)           | Duración |  |
| 13.              | «Tutto è possibile» (Karol Sevilla Jesús Martín)  | Frigerio Millán Ciarlo | 3:19     |  |
| 14.              | «Non arrenderti mai» (Michael Ronda Jesús Martín) | Vilas Franceschini     | 3:10     |  |

| Edición holandesa |                                                               |              |          |  |
| N.º               | Título                                                        | Escritor(es) | Duración |  |
| 13.               | «Niet te stoppen» (Ridder van Kooten & Shalissa van der Laan) |              | 3:19     |  |

| Edición sueca |                                                      |              |          |  |
| N.º           | Título                                               | Escritor(es) | Duración |  |
| 13.           | «Vinger (Versión en noruego de "Alas")» (SERVED)     |              | 3:19     |  |
| 14.           | «Vingar (Versión en sueco de "Alas")» (Main Four)    |              | 3:19     |  |
| 15.           | «Vinger (Versión en danés de "Alas")» (Julie Bjerre) |              | 3:19     |  |

#### Música en ti
| Para la edición estándar Latinoaméricana se publicaron 12 canciones. | |                                                       |          |  |
| N.º                                                                  | Título | Escritor(es)                                          | Duración |  |
| 1.                                                                   | «Vuelo» (Karol Sevilla Ruggero Michael Ronda Valentina Zenere Carolina Kopelioff Agustín Bernasconi Ana Jara Martinez Chiara Parravicini Jorge López Katja Martinez Malena Ratner Gaston Vietto Lionel Ferro Jesús Martín) | Eduardo Frigerio Federico San Millán Florencia Ciarlo | 3:11     |  |
| 2.                                                                   | «Música en ti» (Karol Sevilla) | Federico Vilas Mauro Franceschini                     | 2:53     |  |
| 3.                                                                   | «A rodar mi vida» (Ana Jara Martínez Chiara Parravicini Jorge López Lionel Ferro) | Fito Páez                                             | 3:16     |  |
| 4.                                                                   | «Nada ni nadie» (Ruggero Pasquarelli) | Sebastián Mellino Pablo Correa Alejandro Vergara      | 3:34     |  |
| 5.                                                                   | «Chicas así» (Valentina Zenere, Malena Ratner & Katja Martinez) | Frigerio Millán Ciarlo                                | 3:04     |  |
| 6.                                                                   | «Tengo un corazón» (Carolina Kopelioff) | Frigerio Millán Ciarlo                                | 3:10     |  |
| 7.                                                                   | «Qué más da» (Karol Sevilla & Ruggero Pasquarelli) | Mellino Correa Vergara                                | 3:03     |  |
| 8.                                                                   | «Sin fronteras» (Karol Sevilla & Carolina Kopelioff) | Mellino Correa Vergara                                | 2:32     |  |
| 9.                                                                   | «Eres (Radio Disney Vivo)» (Karol Sevilla, Ruggero Pasquarelli & Michael Ronda) | Mellino Correa Vergara                                | 2:33     |  |
| 10.                                                                  | «Valiente (Radio Disney Vivo)» (Karol Sevilla & Michael Ronda) | Vilas Franceschini                                    | 3:25     |  |
| 11.                                                                  | «Alas (Radio Disney Vivo)» (Elenco de Soy Luna) | Frigerio Millán Ciarlo                                | 3:28     |  |
| 12.                                                                  | «A rodar mi vida (Versión acústica)» (Chiara Parravicini) | Páez                                                  | 2:49     |  |

| Para la edición italiana bajo el nombre "Solo Tu" con respecto a la versión italiana de "Que mas dá" como una pista más |                                                 |                        |          |  |
| N.º | Título                                          | Escritor(es)           | Duración |  |
| 13. | «Solo Tu» (Karol Sevilla & Ruggero Pasquarelli) | Mellino Correa Vergara | 3:04     |  |